# The Fool Monty
«The Fool Monty» (с англ. — «Дурак Монти») — шестой эпизод двадцать второго сезона мультсериала «Симпсоны». Премьера эпизода состоялась 21 ноября 2010 года.

## Сюжет
В Спрингфилде начинается эпидемия кошачьего гриппа, однако вакцина доступна только в ограниченном количестве. Мистер Бёрнс, требуя вакцину для себя и своих собак (хотя у собак иммунитет к болезни), уничтожает оставшиеся запасы, вызвав тем самым гнев всех жителей. Узнав, что ему осталось жить всего шесть недель, мистер Бёрнс сообщает об этом жителям, отчего они радуются. Осознав, что никто его не любит, мистер Бёрнс решает покончить жизнь самоубийством, но выживает, потеряв память. Обнаружив беспомощного Бёрнса в лесу, Барт приводит его к себе домой. Гомер и Мардж случайно узнают об этом и совместно со всеми жителями города решают отомстить Бёрнсу за все несчастья, которые тот причинял городу на протяжении многих лет. Через некоторое время им это надоело и все оставили мистера Бёрнса в покое. Лиза приводит его в усадьбу, где мистер Бёрнс вновь обретает память. Снова став бессердечным и жестоким, Бёрнс хочет соорудить над Спрингфилдом большой стеклянный купол и отомстить таким образом каждому, кто издевался над ним. Но ведь над городом уже был установлен купол, поэтому Бёрнс решает простить город.